# Aleksandr Mihailovici Zaițev

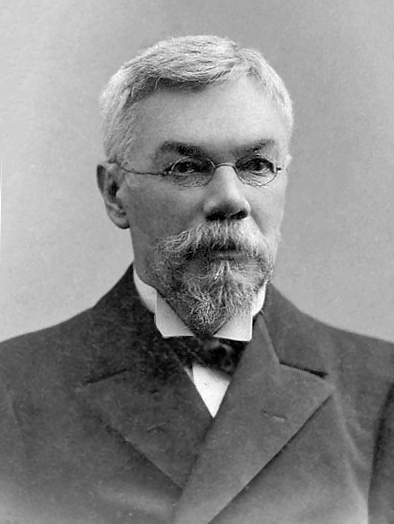
Aleksandr Mihailovici Zaițev

Aleksandr Mihailovici Zaițev (în rusă Алекса́ндр Миха́йлович За́йцев; n. 2 iulie 1841 - d. 1 septembrie 1910, Kazan, Rusia) a fost un chimist rus din Kazan. A lucrat cu compuși organici și a propus regula lui Zaițev, care prezice compoziția produsului unei reacții de eliminare.
1. 1 2  Зайцев Александр Михайлович, Marea Enciclopedie Sovietică (1969–1978)[*]
2. ↑   (PDF) http://uag.kzn.ru/docs/OPAiKN/pdf/205.pdf Lipsește sau este vid: |title= (ajutor)